# 三重県立聾学校
三重県立聾学校（みえけんりつ ろうがっこう）は、三重県津市藤方にある県立聾学校。聴覚障害のある児童・生徒が学ぶ。

## 所在地
- 三重県津市藤方2304-2

## 交通アクセス
- JR東海 紀勢本線、伊勢鉄道、近鉄名古屋線 津駅東口 から三重交通バス2番乗り場、米津、サンバレー方面行きで藤枝東下車、徒歩約7分。

## 設置部
- 乳幼児教室
- 幼稚部
- 小学部
- 中学部
- 高等部
- 本科（3年制）
  - 普通科Ⅰ類
  - 普通科Ⅱ類（工芸コース、ファッションコース）
  - 理容科
- 本科+専攻科（2年制）
  - 専攻科工芸科
  - 専攻科理容科
  - 専攻科被服科

## 歴史
- 1947年（昭和22年）4月1日 - 三重県立盲唖学校から分離独立し、三重県立ろう学校として開校。